# 아비에트산
아비에트산(영어: abietic acid)은 소나무 등 나무에서 흔히 발생하는 유기 화합물이다. 수지산의 주 성분이다. 여러 밀접히 관련된 유기산들 중 송진이 가장 풍부하다. 에스터 또는 염은 아비에트산염(영어: abietate)이라고 한다.

## 안전
아비에트산은 위험하지 않은 천연 물질로 간주된다.